# Arístides (pintor)
Arístides de Tebas (en griego antiguo: Αριστείδης ὁ Θηβαῖος, romanizado: Aristeídes ó Thebaíos, en latín: Aristides Thebanus) fue un destacado pintor griego del siglo IV a. C. natural de Tebas. Estuvo activo entre el 360 al 330 a. C. Fue el primero en representar en el rostro de sus figuras las pasiones y movimientos del alma.

## Vida
Nacido en Tebas, fue discípulo de su padre Nicómaco y de Euxénidas, contemporáneo de Parrasio y Timante. Su principal discípulo fue Eufránor de Corinto, pintor y escultor. Tuvo dos hijos, Nicero y Aristón, que también serían pintores. Uno de sus discípulos también se habría llamado Arístides.
Tras la escuela de Sición representada por Pausias, nació otra escuela de pintura en Beocia, cuyo surgimiento parece haber coincidido con la efímera grandeza de Tebas, bajo Epaminondas, hacia finales del siglo IV a. C. Esta escuela, confundida con la nueva escuela ateniense, puede denominarse escuela tebaico-ática. Quien mejor representa esta escuela es Arístides de Tebas.

## Estilo
Se caracterizaba por ser rígido en los colores y se le atribuye la invención de la encáustica. También se dice que fue el primero en la historia de la pintura en expresar el estado de ánimo, los sentimientos y las emociones de los hombres. Así, Plinio el Viejo escribe (XXXV, 98):

Is omnium primus animum pinxit, et sensus hominis expressit, quae vocant Graeci ethe: item perturbationes: durior paulo in coloribus.
Éste pintó el alma el primero de todos, y expresó los sentimientos de los hombres, que los griegos llaman ethe [caracteres], y las emociones; fue un poco más difícil en colores.

## Obras
Su pintura más famosa representaba el asedio de una ciudad, siendo el centro de la escena un niño acercándose a su madre que, mortalmente herida, lo amamanta con sangre en lugar de leche. Alejandro Magno llevó esta pintura a Pela, la capital de su reino. Otras pinturas mencionadas por Plinio son:
- Una batalla contra los persas, compuesta por cientos de figuras, por la cual Mnasón, tirano de Elatea, habría pagado diez minas.
- Un suplicante representado de manera tan hábil cuya voz parecía escucharse.[1]
- Un grupo de cazadores con una presa.
- Un retrato de la filósofa epicúrea Leontion.[8]
- Una joven que muere por el amor de su hermano.[a]
- Un retrato de Iris, inacabado, pero muy admirado.[1][8]
- Un bebé que se agarra al pecho de su madre, herida de muerte, a riesgo de beber sangre en lugar de leche. Se interpreta como un hábil equilibrio entre evocar sentimientos de piedad y repulsión.[1][10]
- Una escena de Dioniso y Ariadna.[11] Cuenta que Átalo, rey de Pérgamo, le habría ofrecido a Lucio Mumio, cónsul romano en la zona, unos seiscientos mil sestercios (100 talentos)[12] por ella. Pero este, al haberse enterado de su valor, habría rechazado el dinero y se la habría llevado a Roma, colocándola en el templo de Ceres, y siendo la primera pintura de un autor extranjero exhibida públicamente en la urbe.
- Heracles atormentado por el dolor al vestir la túnica envenenada por Deyanira. Esta obra es mencionada por Polibio, según Estrabón, junto con la anterior,[11] pero no es posible asegurar que esta pintura también sea de Arístides. Un mal trabajo de restauración, por parte de un artista al que Marco Junio Bruto le había encargado la tarea para los juegos apolinarios, la estropeó.
- Un viejo con una lira, que enseña a un niño en el la Plaza del Capitolio.
- Un enfermo, obra muy elogiada y famosa.

Polemón de Atenas (XIII, p. 567) lo incluye entre los pintores que se ocuparon de temas vulgares, celebrado por sus representaciones de cortesanas, y a menudo se refiere a él como «πορνογράφος» ('pornográfico').